# Roggentin (Rostock)
Roggentin è un comune del Meclemburgo-Pomerania Anteriore, in Germania.

Appartiene al circondario di Rostock ed è parte dell'Amt Carbäk.

## Geografia antropica

### Suddivisioni amministrative
Il territorio comunale comprende 3 centri abitati (Ortsteil):
- Fresendorf
- Kösterbeck
- Roggentin